# Zarándokévek I.
A Zarándokévek – Első év: Svájc című zongoraciklus (franciául: Années de pèlerinage, Première Année: Suisse) Liszt Ferenc kilenc darabból álló sorozata (a műre a Vándorévek címet is használják). A sorozat darabjai 1835 és 1855 között születtek – eredetileg zömmel más sorozatok részeként. Műjegyzékszáma S.160.

## A mű születése
A romantika korának fiatal művészei panteisztikus módon rajongtak a romlatlan természetért, az Alpok hegycsúcsaiért, völgyeiért, a békés tavak vidékéért. A természetbe menekültek a civilizáció elől gyakran maguk is, de hőseik is: például Étienne Pivert de Senancour Obermanja vagy George Byron Childe Haroldja. Amikor Liszt 1835-től szerelmével, Marie d’Agoult grófnéval Svájcban, Genfben élt, ő is közel került a romlatlan természethez, és kettesben, vagy barátaikkal gyakran tettek kirándulásokat a környéken. A természet közelsége zeneírásra ihlette a komponistát, és e zongoradarabjaiból született 1835 és 1838 között az Album d’un voyageur (Egy utazó naplója) (S.156) című összeállítása. Ezekben a művekben Liszt elsőként fogalmazta meg zenében a romantikus panteista rajongást. A sorozat csak 1842-ben jelent meg, és ennek előszavában a következőket írta: „Mivel éreztem, hogy a természet sokféle jelensége és folyamata nem pusztán hatástalan képként vonult el a szemem előtt, hanem mély érzelmeket váltott ki a lelkemben, köztük és köztem homályos, de mégis közvetlen, határozatlan, de mégis meglevő, megmagyarázhatatlan, de mégis létező kapcsolat jött létre. Megkíséreltem legerősebb érzéseim és legélénkebb impresszióim közül néhányat zenében visszaadni.”
Az Album három részből állt: az első az Impressions et poésies (Impressziók és költemények), a második Az Alpok dallamvirágai, a harmadik a Parafrázisok címet viselte. Az első részben szereplő dallamok stílusa – a címnek megfelelően is – a zenei preimpresszionizmus korai képviselői, míg a második két részben főleg svájci népi-népies dallamok feldolgozásai szerepelnek.
Liszt a ciklust, illetve a darabokat 1848 és 1854 között átdolgozta, és 1855-ben Zarándokévek I, Svájc címen adta ki. Ekkor az Egy utazó albumát teljes mértékben visszavonta, mi több, még a kiadási jogokat és a nyomólemezeket is visszavásárolta a kiadótól. A Zarándokévekhez néhány, eredetileg az Impressziókban szereplő darabot kiemelt (Lyon, Zsoltár), ugyanakkor Az Alpok dallamvirágaiból két darabot átemelt, a Parafrázisokból egyet sem (a kivett darabokat 1877-ben Trois morceaux suisses – Három svájci darab címmel dolgozta fel, S.156a), míg a sorozat hetedik, Ekloga című darabját 1836-ban komponálta.
A Zarándokévek I. 1855-ben jelent meg a mainzi Schott kiadó gondozásában, az Eklogát Ludwig Friwitzer külön is kiadta 1836-ban.
A ciklus (és a másik két hasonló sorozat) korábban Vándorévek címen volt ismert Magyarországon, de a helyes cím Zarándokévek (pélerinage – zarándoklat). A félrefordítás német eredetű, ugyanis a sorozatot a németben Johann Wolfgang von Goethe Wilhelm Meisters Lehrjahre (Wilhelm Meister vándorévei) című regénye mintájára Wanderjahre címre fordították, s innen jött a magyarba a Vándorévek.

## A zene
Liszt a természet iránti rajongását is irodalmi élmények közvetítésével ültette át zenébe (az irodalom hatása zeneszerzői munkásságában szinte folyamatosan nyomon követhető). A ciklus darabjai közül héthez illesztett irodalmi idézeteket kedves költőitől, francia, angol és német nyelven. A sorozatot sem tematikailag, sem hangnemben nem lehet egységbe foglalni. Ugyanakkor mégis minősülhet ciklusnak (a Költői és vallásos harmóniákkal szemben), mégpedig rokon karakterük, hangulatuk alapján.
1. Chapelle de Guillaume Tell (Tell Vilmos kápolnája)
A darab kottájához Liszt Friedrich Schillertől vette az idézetet: „Einer für Alle – Alle für Einen” (Egy mindenkiért – mindenki egyért). Emelkedett hangulatú, C-dúr darab, egyházias jelleggel. Ez utóbbi vonatkozásában az utolsó, A genfi harangok című darabbal együtt mintegy keretbe foglalja a ciklust. Magja népi eredetű dallam, amely a tetőpontján harangzúgást idéz.
2. Au lac de Wallenstadt (A wallenstadti tónál)
A ciklus e darabja előtt George Byrontól származó irodalmi idézet szerepel (a Childe Harold’s Pilgrimage-ból). Páratlan ütemű (6/8), népies hatású Asz-dúr „vízizene” (Andante placido).
3. Pastorale
Svájci népi dallam feldolgozása adja a darab alapját (12/8, E-dúr, Vivace). Korai változatában még szerepelt egy, a havasi kürtöt idéző dallamfordulat, ami a végleges verzióból kimaradt.
4. Au bord d’une source (A forrás partján)
Az irodalmi idézet ismét Schillertől származik, A szökevény című költemény három sora: „Hűs zümmögések/Az ifjú természet/Játékába fog” (Jékely Zoltán fordítása). Csillogó Asz-dúr darab (12/8, Allegretto grazioso), a zenei impresszionizmus korai megjelenése Liszt munkásságában.
5. Orage (Vihar)
A darab előtt Liszt egy Byron-idézetet helyezett el. A c-moll darab (Allegro molto, Presto furioso) viharos jellegét száguldó oktávmenetei adják.
6. Vallée d’Obermann (Obermann völgye)
A ciklus leghosszabb, legjelentősebb, külön is gyakran játszott darabja, amely fontos helyet foglal el Liszt életművében. A műhöz Étienne Pivert de Senancour levélregényéből, az Obermanból kölcsönzött – nem túl rövid – irodalmi anyagot (Liszt Obermann-nak, két n-nel írta a címet): „Mit akarok? Mi vagyok?” kezdettel, ezen kívül még itt is van egy Byron-idézet a Haroldból. Egyetlen témából építkezik, amely meglepő hasonlóságot mutat Csajkovszkij egyik évtizedekkel későbbi operarészletével (Anyegin, Lenszkij áriája). A darab – Hamburger Klára megfogalmazása szerint – „…a romantikus életszemlélet, a mélységes meghasonlottság, magány és világfájdalom zenei megjelenítése”.
7. Eglogue (Ekloga)
Az irodalmi idézet ismét Byron Childe Haroldjából származik. A zenei anyagot svájci népi dallam adja. Hangneme Asz-dúr, metruma 4/4 (Allegretto con moto).
8. Le mal du pays (Honvágy)
Nosztalgikus jellegű darab, svájci népdal alapon. Hangneme e-moll, üteme 4/4, tempója Lento. Zenei anyagában felidéződik a havasi kürt dallama, de kimaradt az első változat „jódlizós” részlete.
9. Les cloches de Genève (A genfi harangok)
Itt is Byron művéből találunk programként idézett irodalmi anyagot. Olaszos jellegű H-dúr dallam, itt is „megszólal” a harang. Liszt a ciklus utolsó darabját 1835-ben született kislányának, Blandine-nek ajánlotta.

## Hallgassuk meg!
Au bord d’une source (A forrás partján), Randolph Hokanson előadásában

Vallée d’Obermann (Obermann völgye), La Pianista előadásában